# Anomala viridibrunnea
Anomala viridibrunnea är en skalbaggsart som beskrevs av Carsten Zorn 1998. Anomala viridibrunnea ingår i släktet Anomala och familjen Rutelidae. Inga underarter finns listade i Catalogue of Life.